# (420) Bertholda
(420) Bertholda – planetoida z grupy pasa głównego asteroid okrążająca Słońce w ciągu 6 lat i 112 dni w średniej odległości 3,41 j.a. Została odkryta 7 września 1896 roku w Landessternwarte Heidelberg-Königstuhl w Heidelbergu przez Maxa Wolfa. Nazwa planetoidy pochodzi od Bertolda I, księcia Karyntii, władcy Badenii. Przed jej nadaniem planetoida nosiła oznaczenie tymczasowe (420) 1896 CY.